# Dziedzina (matematyka)
Dziedzina – dwuznaczne pojęcie matematyczno-logiczne:
- dziedzina relacji binarnej to zbiór wszystkich poprzedników par (pierwszych elementów pary), należących do danej relacji[1][2][3][4]:

{\displaystyle R\subseteq X\times Y\Rightarrow D(R):=\{x\in X:\exists y\in YxRy\}.}
W szczególności dziedzina funkcji to zbiór jej wszystkich argumentów – obiektów, dla których ma określone wartości; dla funkcji {\displaystyle f:X\to Y} zbiór {\displaystyle X} oznacza się {\displaystyle \operatorname {dom} f} lub {\displaystyle D_{f}}. Dla tak rozumianej dziedziny funkcji proponowano też nazwę pole, przy czym pole relacji oznacza co innego;
- dziedzina funkcji (wyrażenia) to także zbiór tych liczb rzeczywistych, dla których wzór funkcji ma sens[9]; jest to najszerszy – w sensie inkluzji – podzbiór osi rzeczywistej, który może być dziedziną w pierwszym sensie. Zbiór ten jest też znany jako dziedzina naturalna danego wyrażenia[10][11][12] i dla funkcji {\displaystyle f} również oznacza się go {\displaystyle D_{f}}[9][7]. Analogiczne pojęcie dziedziny naturalnej można rozważać dla funkcji zespolonych[potrzebny przypis].

Pierwsze z tych pojęć uogólnia się na relacje wieloczłonowe – dla relacji {\displaystyle n}-członowej {\displaystyle R\subseteq X_{1}\times ...\times X_{n}} definiuje się {\displaystyle n} różnych dziedzin: {\displaystyle D_{1},...,D_{n}.}
Dziedzina funkcji może być węższa niż dziedzina naturalna jej wzoru – por. zawężenie funkcji. Na przykład dla funkcji kwadratu {\displaystyle f:x\mapsto x^{2}} dziedziną naturalną jest zbiór wszystkich liczb rzeczywistych {\displaystyle \mathbb {R} =(-\infty ;\infty ),} ale funkcję {\displaystyle f} można też rozważać na przedziale liczb nieujemnych: {\displaystyle A:=[0;\infty ).}  Własności funkcji mogą zależeć od dziedziny, w której jest rozpatrywana. Podana funkcja zawężona (obcięta) {\displaystyle f|_{A}} jest różnowartościowa, ale funkcja {\displaystyle f} rozważana w całej dziedzinie naturalnej nie ma już tej własności.

## Przykłady
- Ciągi nieskończone definiuje się jako funkcje, których dziedziną jest zbiór wszystkich liczb naturalnych: {\displaystyle a_{n}:\mathbb {N} \to Y.}

Dziedziny naturalne funkcji elementarnych
- Dziedziną wielomianów, funkcji wykładniczych, sinusa, cosinusa i arcus tangensa może być cała oś rzeczywista lub szerzej: płaszczyzna zespolona.
- Dla niektórych funkcji wymiernych innych niż wielomiany dziedziną może być cała oś rzeczywista – przykładem jest rozkład Cauchy’ego. Z kolei dziedzina dowolnej homografii nie zawiera co najmniej jednego punktu, przez niemożność dzielenia przez zero.
- Pierwiastek arytmetyczny stopnia nieparzystego z dowolnej liczby rzeczywistej jest liczbą rzeczywistą. Za do dla stopnia parzystego, np. pierwiastka kwadratowego, wartości rzeczywiste są przyjmowane tylko dla liczb nieujemnych. Podobnie jest z funkcjami potęgowymi o wykładniku niewymiernym.
- Dla logarytmów o wartościach rzeczywistych najszerszą dziedziną jest półoś liczb dodatnich[11]; rozważa się logarytmy z liczb ujemnych, jednak wartości są wtedy zespolone.
- Jest nieskończenie wiele liczb rzeczywistych, dla których funkcja tangens nie jest określona; jej dziedziną nie może być np. półprosta.
- Dwie podstawowe funkcje kołowe – arkus sinus i arkus cosinus – przyjmują wartości rzeczywiste tylko na przedziale domkniętym {\displaystyle [-1;1]}[11].

## Własności
- Dziedzina sumy relacji jest sumą ich dziedzin[14]:

{\displaystyle D(R_{1}\cup R_{2})=D(R_{1})\cup D(R_{2}).}
- Dziedzina przekroju relacji to podzbiór przekroju ich dziedzin[14]:

{\displaystyle D(R_{1}\cap R_{2})\subseteq D(R_{1})\cap D(R_{2}).}
- Dowolna dziedzina różnicy relacji wieloczłonowych to nadzbiór różnic ich dziedzin[15]:

{\displaystyle R_{1},R_{2}\subseteq X_{1}\times ...\times X_{n}\Rightarrow \forall k\in \{1,...,n\}:D_{k}(R_{1}\backslash R_{2})\supseteq D_{k}(R_{1})\backslash D_{k}(R_{2}).}